# McFarland, Wisconsin
McFarland là một làng thuộc quận Dane, tiểu bang Wisconsin, Hoa Kỳ. Năm 2006, dân số của làng này là 6416 người.